# Хан Станіслав Едуардович
Станіслав Едуардович Хан (рос. Станислав Эдуардович Хан; нар. 1 липня 1987, Ташкент, Узбецька РСР) — російський футболіст, півзахисник.

## Життєпис
Вихованець ташкентської школи «Тапоїч». Розпочинав професійну кар'єру в казахстанському клубі «Дустлик» із Шимкента, а далі грав за «Сокіл» із Саратова. Дебютував у складі «Сокола» 15 серпня 2004 року в матчі 27-го туру Першого дивізіону «Сокіл» - «СКА-Енергія» (3:2), в якому вийшов на 90-й хвилині замість Гізо Джеладзе. Першим голом відзначився 7 жовтня у матчі 38-го туру «Динамо» - «Сокіл» (3:3) на 66-й хвилині. 14 жовтня у матчі 39-го туру «Сокіл» - «Терек» (2:1) відзначився голом у ворота «Терека» на 37-й хвилині. Всього в сезоні 2004 року зіграв 16 матчів і відзначився 2-ма голами. У сезоні 2005 року зіграв 34 матчі, відзначився 1-м голом і отримав 1 жовту картку.
У 2006 році грав за «Динамо» (Махачкала), але після того, як клуб був позбавлений професійного статусу, футболістові довелося шукати новий клуб і наступний сезон він провів у «Чорноморці» (Новоросійськ).
2008 року грав у латвійському «Дінабурзі». У 22-му турі національного чемпіонату в першій же атаці відкрив рахунок своїм голам у турнірі. У грудні 2008 року перейшов у «Машук-КМВ».
Восени 2015 року заявлений за клуб «Океан» (Керч). Дебютував 25 жовтня у матчі 10-го туру Прем'єр-ліги КФС «Океан» (Керч) — «Беркут» (Вірменськ), у якому відзначився голом і став найкращим гравцем матчу на думку вболівальників. У 2017 році перейшов до аматорського клубу «Кобарт», під час виступу за який був зареєстрований у Саратові, а проживав у Батайську.